# Metro de Tiflis
El Metro de Tiflis (en georgiano: თბილისის მეტროპოლიტენი, Tbilisis Met'rop'olit'eni) es un sistema de ferrocarril urbano que opera en Tiflis, la capital de Georgia. Abierto al público en 1966, se convirtió en el cuarto sistema de metro en la antigua Unión Soviética. Como la mayoría de los sistemas de metro exsoviéticos, la mayoría de las estaciones son muy profundas y están vivamente decoradas.

## Líneas y Estaciones
Los colores en la tabla corresponden a los colores en el Mapa de la red.
|   | Línea            | Inaugurada | Extensión | Estaciones |
| - | ---------------- | ---------- | --------- | ---------- |
| 1 | Gldani-Varketili | 1966       | 19,6 km   | 16         |
| 2 | Saburtalo        | 1979       | 7 km      | 7          |
|   | Total:           |            | 27,1km    | 23         |

## Operación
En la actualidad, el sistema dispone de 2 líneas, 23 estaciones y 27,1 kilómetros de vías. 21 estaciones están bajo la superficie y dos a nivel del suelo. De las estaciones subterráneas 17 lo están de forma profunda y 4 no tanto. En 2005 se estimó que un total de 105,6 millones de personas usaban el Metro anualmente. Ello se traduce en una flota de 186 carros de Metro para conducirlos. A pesar de que las estaciones están diseñados para la detención de convoyes de 5 vagones, los convoyes usualmente utilizan 4 y 3 vagones en las líneas 1 y 2, respectivamente. Los modelos de los convoyes son idénticos a los de otros metros ex-soviéticos.
Sin embargo, el Metro de Tiflis usa las mismas series de trenes que las de Moscú y otras ciudades antiguamente soviéticas. El costo por viaje es de 50 tetris, no importando cuán largo sea el viaje. Los trenes corren desde las 6 de la mañana hasta las 1 de la madrugada, cada 3,5 minutos en las horas de más tráfico y cada 5 el resto del día.

## Historia

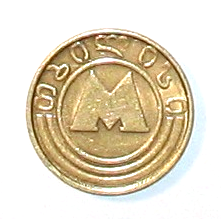
Antigua ficha del Metro de Tiflis, válida por un viaje.

Tiflis fue siempre considerada la cuarta ciudad de la Unión Soviética, particularmente por ser la capital de la República (RSS de Georgia) desde la cual muchos dirigentes soviéticos surgieron (como Iósif Stalin). Además, la ciudad creció a un ritmo acelerado durante los siglos XIX y XX como así también en el centro cultural, industrial y político de Transcaucasia. Todos estos factores desembocaron en la necesidad de un sistema ferroviario urbano.
Las obras comenzaron en 1952, y el 11 de enero de 1966, el Metro de Tiflis fue triunfalmente inaugurado convirtiéndose, en el primer metro del país con seis estaciones. Desde entonces el sistema ha crecido a 22 estaciones y dos líneas.
En los años 1990 se cambió la mayoría de los nombres de las estaciones de la era soviética. Las dificultades económicas golpearon con dureza a la red en su infraestructura, operaciones y extensiones tras el colapso de la Unión Soviética. Hasta hace muy poco, el sistema era operado con severas fallas debido al pobre suministro de energía eléctrica. También adquirió mala fama por ser el lugar de robos y lanzazos. Además, ocurrieron varios incidentes en estaciones de la red. El 9 de octubre de 1997 un policía se suicidó en la estación Didube. El 14 de febrero de 2000 (Día de San Valentín) un adolescente lanzó una granada de mano casera dentro de una estación del metro, hiriendo a varias personas. En marzo de 2004, varios pasajeros resultaron envenenados por un gas no identificado mientras viajaban.
A pesar de todo esto, la delincuencia ha disminuido notoriamente como resultado de las reformas en la seguridad y la administración implementadas en el sistema desde 2004 a 2005. Otros servicios también han mejorado sustancialmente.
Actualmente, el Metro de Tiflis está inmerso en un proceso de rehabilitación que incluye la reconstrucción de estaciones, así como la modernización de los trenes, entre otros servicios. El presupuesto de la ciudad correspondiente al año 2006 asignó 16 millones de laris para este proyecto. El presidente de Georgia, Mijeíl Saakashvili, ha prometido hacer del metro el transporte público más prestigioso y encargó al director general del Metro de Tiflis, Zurab Kikalishvili, a finales de 2005, darle los estándares europeos en 2007. Existe, además, el proyecto de construir una tercera línea (línea azul) que conecte con la línea roja en Rustaveli, si bien las obras están paralizadas.